# Le Dernier Problème
Le Dernier Problème (ou Son dernier problème ; The Final Problem en version originale), est l'une des cinquante-six nouvelles d'Arthur Conan Doyle mettant en scène le détective Sherlock Holmes. Elle est parue pour la première fois dans la revue britannique The Strand Magazine en décembre 1893, avant d'être regroupée avec d'autres nouvelles dans le recueil Les Mémoires de Sherlock Holmes (The Memoirs of Sherlock Holmes).
Le Dernier Problème est l'un des textes les plus importants du Canon holmésien. On apprend dans ce récit l'existence du professeur Moriarty, un génie du mal à la tête du crime organisé londonien : Holmes le combat et les deux hommes périssent dans les chutes du Reichenbach à la fin du récit. Conan Doyle décidera dix ans plus tard de « ressusciter » son personnage dans l'aventure de La Maison vide, où le lecteur apprend que Holmes a en réalité gagné le combat contre Moriarty et s'est volontairement laissé passer pour mort auprès de son ami le docteur Watson.
Entre autres, le titre est repris comme titre du dernier épisode, Le Dernier Problème, diffusé en 2017, de la quatrième saison de la série télévisée britannique Sherlock.

## Résumé

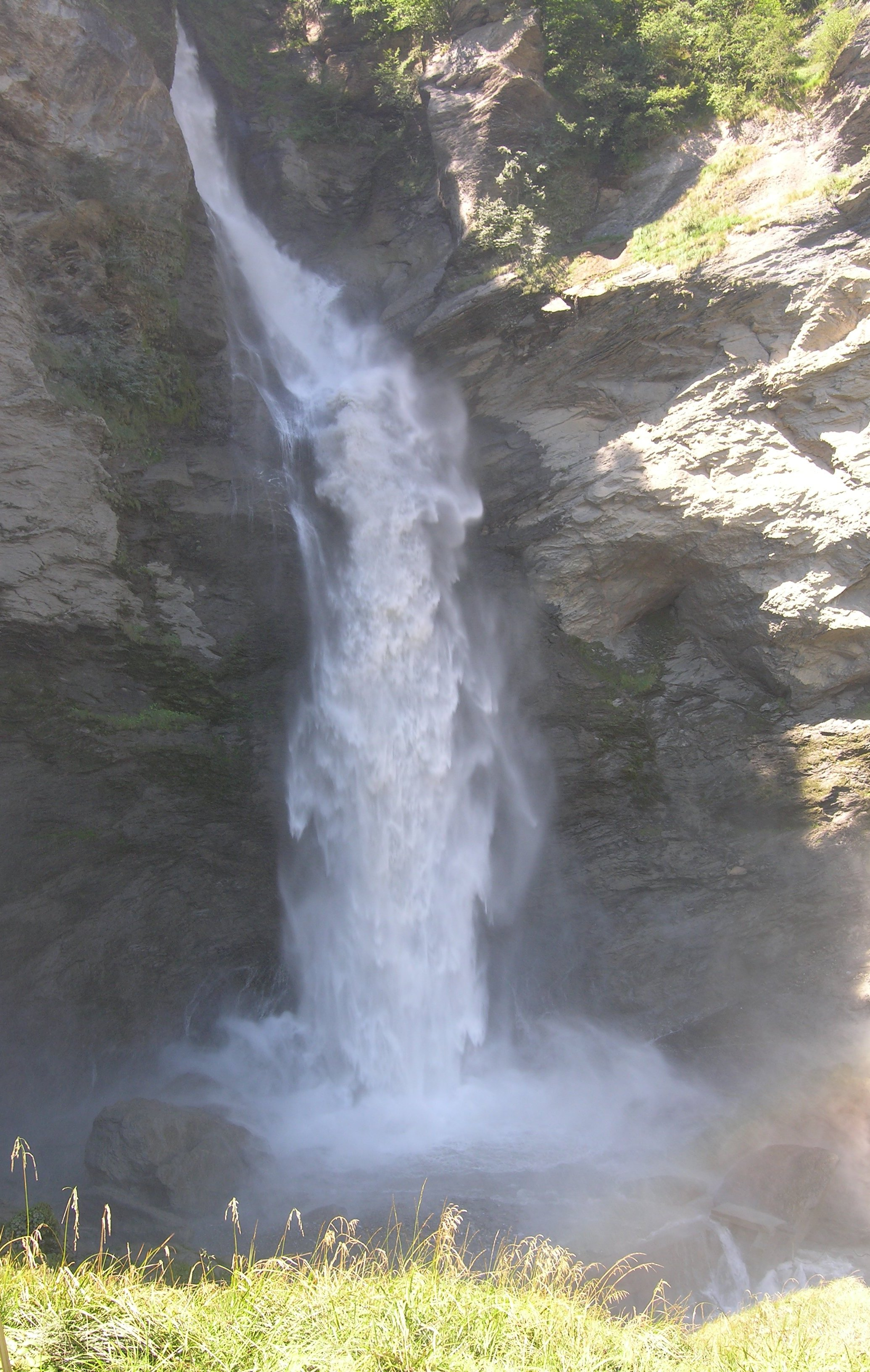
Les chutes du Reichenbach.

Watson qui avait prévu initialement de ne pas écrire sur la disparition de Sherlock Holmes se résigne finalement à le faire après la publication de lettres du colonel James Moriarty réhabilitant la mémoire de son frère. Watson commence la nouvelle en rappelant que depuis son mariage il a rarement accompagné Holmes et que les dernières nouvelles qu'il a de lui sont datées de Narbonne et de Nîmes.
Néanmoins, le 24 avril 1891 Holmes arrive chez son vieil ami le Docteur Watson visiblement mal en point, les traits tirés et plus pâle et maigre que jamais. Dès son arrivée, Holmes ferme solidement les volets par peur « des fusils à vent » et demande à Watson de l'autoriser à sortir par-dessus le mur arrière de son jardin. Après s'être enquis de la présence de Mrs. Watson qui n'est pas à Londres, Holmes propose à Watson de l'accompagner pour un voyage en Europe de quelques jours.
Holmes entreprend alors de faire le récit à son ami du duel qui l'oppose au Professeur Moriarty, un diabolique génie du crime, depuis près de trois mois. Pendant trois mois, Holmes malgré ses talents de détective n'a pu trouver la moindre preuve de la culpabilité de Moriarty et s'était vu forcé de le reconnaître comme son égal, ressentant presque de l'admiration devant son habileté malgré l'horreur de ses crimes. Néanmoins, le Professeur finit par commettre un faux-pas, qui permet à Holmes de tendre un filet autour de lui et de son organisation criminelle, filet qui se fermera d'ici trois jours avec l'arrestation de Moriarty et de sa bande. Malgré l'habilité de Holmes, Moriarty prend conscience de ce filet et suit chaque mouvement de Holmes pour l'enfermer. Il tente plusieurs fois de s'échapper mais Holmes, au prix du déploiement de tout son talent, réussit à parer chaque manœuvre. Néanmoins, le matin même, Holmes, alors qu'il réfléchissait au meilleur moyen de conclure l'affaire, reçoit la visite du Professeur en personne, ce qui malgré la solidité de ses nerfs le terrifie.

Holmes réussit à dissimuler un revolver dans sa poche de robe de chambre mais Moriarty lui explique que c'est inutile et Holmes le pose sur sa table. Moriarty attaque alors la conversation en énonçant les faits de leur lutte : 
Vous vous êtes trouvé sur mon chemin le 4 janvier, dit-il. Le 23, vous m’avez gêné ; vers le milieu de février, vous m’avez causé un tort sérieux ; à la fin de mars, vous avez complètement bouleversé mes plans. Et maintenant, à la fin d’avril, votre continuelle persécution attente à ma liberté. La situation est intenable.
Après cette introduction Moriarty enjoigne à Holmes de cesser ses poursuites car il ne se retrouvera jamais sur le banc des accusés et qu'il mourra d'une mort certaine s'il continue sa poursuite. Holmes ignore ces menaces, mais alors qu'il sortait pour traiter une affaire dans Oxford Street, il manque d'être renversé par un camion au coin de Bentick Street et de Welbeck Street. Il manque ensuite d'être tué d'une brique tombant d'un toit sur Vere Street. Il se réfugie alors chez son frère à Pall Mall mais en chemin pour rejoindre la maison de Watson il est attaqué par un homme armé d'un casse-tête dont il parvient à se débarrasser au prix de deux phalanges abîmées.
Le docteur accepte de l'accompagner et Holmes lui donne alors les instructions nécessaires pour se rendre à la gare : Il doit faire expédier par un messager sur leurs bagages à la gare de Victoria sans nom ni adresse. Puis le lendemain envoyer chercher un hansom cab par un homme qui devra refuser le premier et le deuxième qui se présenteront. Une fois dans le cab, il devra donner l'adresse écrite sur un papier au cocher qui ne devra pas jeter le papier. Le cab devra le conduire à Lowther Arcade et préparer le prix de la course pour pouvoir quitter le cab rapidement et monter dans un coupé qui l'attendra à 9 heures et quart de l'autre côté des arcades et qui le conduira à la gare. Tout se passe comme prévu le lendemain et Watson monte dans le wagon loué par Holmes. Un prêtre italien ne parlant pas anglais monte lui aussi dans le wagon malgré la pancarte Loué. Le train commence à s'élancer quand l'italien révèle être Holmes et les deux amis aperçoivent Moriarty qui n'a pas réussi à les suivre tenter d'arrêter le train sur le quai. Holmes apprend alors à Watson que son appartement de Baker Street a été incendié car ils ont perdu sa trace par ailleurs il l'informe qu'au lieu de poursuivre leur route jusqu'à la côte, ils descendront à Canterbury pour joindre Newhaven puis Dieppe car il est probable que Moriarty enverra un train spécial sur leurs traces qui aura le temps de les rattraper avant leur embarquement vers la France. Holmes et Watson continuent leur route jusqu'à Bruxelles en passant par Strasbourg. Une fois là-bas, Holmes reçoit un télégramme lui indiquant que Moriarty n'a pas été capturé.
Malgré les réticences de Holmes, Watson insiste pour rester avec lui, faisant fi du danger qui pourrait le menacer et les deux hommes se rendent à Genève. Sur leur trajet, alors qu'ils traversent le Col de la Gemmi, longeant le lac de Dauben Holmes manque de se faire écraser par un rocher. Le guide assure que cela arrive souvent en cette saison mais Holmes n'est pas dupe. Ils s'arrêtent ensuite au village de Meiringen et la bas font une petite promenade près des terrifiantes chutes du Reichenbach. Watson est alors appelé à retourner au village : une jeune femme anglaise, à l'agonie, souhaiterait voir un médecin anglais à son chevet. Le docteur retourne donc au village, et apprend alors qu'on l'a trompé : il n'y a jamais eu d'Anglaise malade.

Watson retourne alors précipitamment vers les chutes et retrouve l'alpenstock de Holmes, son étui à cigarette qui maintient une petite note de Holmes écrite d'une main ferme : 
Mon cher Watson, disait-il, c’est grâce à la condescendance de M. Moriarty que je vous écris. Il veut bien attendre mon bon plaisir pour le règlement final de la question pendante entre nous. Il vient de me donner un aperçu du « truc » qui lui a permis d’échapper à la police anglaise, et de ne pas perdre un seul de nos mouvements. Ce « truc » ne peut que confirmer la haute opinion que j’avais de son talent. Je suis heureux de penser que je vais délivrer la société de sa présence et, en même temps, de ses méfaits ; mais je vais probablement payer cette bonne action d’un sacrifice qui affligera mes amis et surtout vous, mon cher Watson. Je vous ai expliqué que ma carrière avait dans tous les cas atteint son apogée, et que ce dénouement ne me causait aucune surprise. J’étais bien convaincu, je vous l’avoue, que la lettre envoyée de Meiringen nous tendait un « piège » et je vous ai laissé partir pour votre mission, sachant parfaitement ce qui allait se passer. Dites à l’inspecteur Patterson que les papiers dont il a besoin pour condamner la bande se trouvent dans la case M, enfermés dans une enveloppe bleue sous le titre : « Moriarty ». Avant de quitter l’Angleterre, j’ai disposé de tous mes biens en faveur de mon frère Mycroft. Présentez mes hommages à Mme Watson et croyez-moi mon cher ami, votre très sincère… Sherlock Holmes.
Cette note permet à Watson d'imaginer la scène à laquelle il n'a pas assisté : Holmes et Moriarty se retrouvent au bord des chutes s'affrontent et tombent enlacés dans le vide.
Le reste de la bande du professeur Moriarty est arrêtée grâce aux indications laissées par Sherlock Holmes, coup de filet qui consacre le triomphe posthume du détective.
Watson termine son récit en disant que Sherlock Holmes est le meilleur et le plus sage des hommes qu'il ait jamais connus.

## Contexte
Conan Doyle avait l'intention d'arrêter définitivement d'écrire sur son célèbre détective après cette nouvelle. Il estimait que les récits de Sherlock Holmes le détournaient de travaux littéraires plus ambitieux et que tuer Holmes était le seul moyen de recentrer sa carrière écrivant ainsi à sa mère : 
I think of slaying Holmes in the sixth & winding him up for good & all. He takes my mind from better things.

(Je pense à tuer Holmes dans le sixième et à le liquider pour de bon. Il m'empêche de penser à des choses plus importantes.)
Sa mère parvient à le convaincre de repousser sa mort, mais lorsqu'il écrit les pages du Dernier Problème il écrit à sa mère :
Je suis au milieu de la dernière affaire de Holmes, après laquelle ce gentleman disparaît pour ne plus jamais revenir. Son nom seul m’insupporte.
Conan Doyle chercha à adoucir ce déchirement en faisant disparaître Holmes dans un éclat de gloire, le présentant comme ayant libéré le monde d'un criminel si puissant et dangereux que toute mission ultérieure paraîtrait dérisoire. Holmes affirme lui-même cette idée dans le récit.
Malgré tout, les réactions à la mort d'Holmes sont violentes et Arthur Conan Doyle aurait fait face à des menaces et des agressions tandis que son éditeur est submergé de lettres de lecteurs mécontents.
En 1893, Conan Doyle et son épouse effectuèrent un voyage en Suisse pour que sa femme suive un traitement pour la tuberculose. C'est lors de ce séjour que Doyle et sa femme découvre le village de Meiringen et il décide alors d'y tuer Holmes.

## Adaptations

### À la télévision
En 1985, la nouvelle est adaptée dans la série britannique Sherlock Holmes de la Granada Television avec Jeremy Brett dans le rôle-titre. L'épisode est le premier de la deuxième saison.

### Bande dessinée
La nouvelle est adaptée en manga par Haruka Komusubi et constitue l'une des enquêtes du recueil édité en français en 2015 par nobi nobi ! sous le titre Les enquêtes de Sherlock Holmes.

### Livre audio
- Arthur Conan Doyle, Le Problème final [« The Final Problem »], Paris, La Compagnie du Savoir, coll. « Les enquêtes de Sherlock Holmes », 2011 (EAN 3760002133423, BNF 42478216)Narrateur : Cyril Deguillen ; support : 1 disque compact audio ; durée : 47 min environ ; référence éditeur : La Compagnie du Savoir CDS085. Le nom du traducteur n'est pas indiqué.
- "La Mort de Sherlock Holmes", INA. Publié le 20 octobre 2023 issu d'une fiction radiophonique diffusée dans l'émission "Les enquêtes de Sherlock Holmes" de Maurice Renault. L'épisode dure 29 minutes.